# Colquitt megye
Colquitt megye az Amerikai Egyesült Államokban, azon belül Georgia államban található. Megyeszékhelye és legnagyobb városa Moultrie. Lakosainak száma 45 898 fő (2020. április 1.). Colquitt megye Tift, Thomas, Brooks, Cook, Worth és Mitchell megyékkel határos.

## Népesség
A megye népességének változása:
| Lakosok száma | 45 651 | 45 781 | 46 045 | 46 275 | 45 844 | 45 898 |
|               | 2010   | 2011   | 2012   | 2013   | 2015   | 2020   |